# Guillermo Capetillo
Guillermo Capetillo (n. 30 aprilie 1958, Ciudad de México, Mexic) este un actor de origine mexicană.

## Telenovele
- Mañana Es Para Siempre (2008 - 2009)
- Pablo y Andrea (2005)
- Mision S.O.S. (2005)
- Tres Mujeres (1999)
- Una Luz en el Camino (1998)
- Pueblo Chico, Infierno Grande (1997)
- Atrapada (1991)
- Rosa Salvaje (1987)
- La Fiera (1983)
- Colorina (1980)
- Los Ricos También Lloran (1979)

## Filme
- Quisiera Ser Hombre (1988)
- Si Nos Dejan (1999)
- La Mafia Tiembla (1986)
- Ases del Contrabando (1985)
- El Hijo de Pedro Navaja (1985)

## Albume
- Una Vez más el Amor (1987)
- Mujer (1982)